# اچ‌ام‌اس ئی۳۵
اچ‌ام‌اس ئی۳۵ (به انگلیسی: HMS E35) یک زیردریایی بود که طول آن ۱۸۱ فوت (۵۵ متر) بود. این زیردریایی در سال ۱۹۱۶ ساخته شد.